# Adam Pearce
 (mars 2016).
 (mai 2012).
Si vous disposez d'ouvrages ou d'articles de référence ou si vous connaissez des sites web de qualité traitant du thème abordé ici, merci de compléter l'article en donnant les références utiles à sa vérifiabilité et en les liant à la section « Notes et références ».
 (juillet 2021).
Pour les articles homonymes, voir Pearce.
Adam Pearce (né le 24 juin 1978 à Lake Forest, Illinois) est un catcheur (lutteur professionnel) et acteur américain. Il a été par 5 fois NWA World Heavyweight Champion et une fois PWG et NWA British Commonwealth Heavyweight Champion. Il travaille actuellement à la World Wrestling Entertainment en tant que producteur et manager officiel de la WWE dans la division de Raw.

## Jeunesse
Pearce fait partie des équipes de football américain et de baseball au lycée avant d'arrêter à la suite d'un syndrome des loges sur ses deux jambes. Après sa convalescence, il a commencé à s'entraîner pour devenir catcheur.

## Carrière

### Circuit indépendant
Il commence sa carrière de catcheur le 16 mai 1996, quelques semaines avant d'obtenir son diplôme de fin d'études secondaire. 

### Retour à la Ring of Honor et retraite (2014)
Il effectue son retour à la ROH lors de Death Before Dishonor XII le 22 août en battant Tadarius Thomas. Le lendemain, il affronte Adam Page et perd son match. Le 21 décembre, après avoir affronté Colt Cabana à la Championship Wrestling from Hollywood, Pearce a annoncé qu'il met un terme à sa carrière de catcheur.

### Retour à la World Wrestling Entertainment (2013-...)
Du 2 au 6 décembre 2013, Pearce travaille à la NXT comme entraîneur invité pour la WWE. Il continue d'apparaître comme entraîneur durant l'année 2014. 
Le 11 décembre 2014, il est producteur pour le show NXT Takeover: R Evolution.
Le 19 mai 2015, il signe un contrat avec la WWE pour devenir entraîneur au WWE Performance Center.
Le 8 janvier 2021 à SmackDown, il remporte le Gauntlet Match en battant Shinsuke Nakamura, devenant ainsi aspirant n°1 au titre Universel au Royal Rumble. La semaine suivante à SmackDown, il signe le contrat du Last Man Standing Match pour le titre Universel au Royal Rumble, puis prétextant avoir réveillé une vieille blessure à la jambe, il se fait remplacer par Kevin Owens, qui effectue son retour et signe le contrat.
Le 1er mars à Raw, Braun Strowman & lui ne remportent pas les titres par équipe de Raw, battus par le Hurt Business (Cedric Alexander & Shelton Benjamin).

## Palmarès
- All-Star Championship Wrestling
  - 1 fois ACW Heavyweight Championship
  - 1 fois ACW Television Championship
- Alternative Wrestling Show
  - 1 fois AWS Heavyweight Championship
- Independent Wrestling Association Mid-South
  - 1 fois IWA Mid-South Light Heavyweight Championship
- National Wrestling Alliance
  - 5 fois NWA World Heavyweight Championship
  - 2 fois NWA Heritage Championship
  - 1 fois NWA British Commonwealth Heavyweight Championship
- Mid-American Wrestling
  - 1 fois MAW Heavyweight Championship
- Pro Wrestling Guerrilla
  - 1 fois PWG World Championship
- Pro Wrestling Illustrated
  - PWI classé # 44 sur 500 au PWI 500 en 2008
- Steel Domain Wrestling
  - 1 fois SDW Northern States Television Championship
- Ultimate Pro Wrestling
  - 1 fois UPW Heavyweight Championship